# Шалце
Шалце (алб. Shalë) је насеље у општини Вучитрн на Косову и Метохији. Према попису становништва на Косову 2011. године, село је имало 541 становника, 539 становника су албанске националности..

## Географија
Село је на падини Чичавице, на надморској висини од 600-700 м, управо под самим појасом шуме. Кроз село протичу Шаљачки и Угљарски поток. Разбијеног је типа. Дели се на три махале: на Горњу махалу, Доњу махалу, чије је заједничко име Шалце, и на Маљочку махалу, која је северозападно од првих и која се зове још и Угљаре. Раздаљине између махала износе до 0,5 км. Махале су донекле збијене, али има и издвојених кућа, тако да село више има тип старовлашког села.

## Историја
Име села је вероватно гласило Шавци, па од Арбанаса дацније добило садашњи унакажени облик. А садашњој махали Угљару је име настало или о угљарству њених ранијих становника или по „уљарству“, како се пчеларство називало у Срба за средњовековне Србије. Арбанаси као да не знају јесу ли им преци затекли село. Арбанаси су се (род Дзон) прво настанили у садашњој махали Угљару, чији су простор продали доцније досељеним Маљоцима, а сами се преселили у део звани Шалце (Горња и Доња махала). Ова два рода и сада тако живе: Маљоци у Угљару, а Дзон и свега две куће Маљока у Шалцу.

## Порекло становништва по родовима
Породице које су живеле у село Шалце:
Родови
- Дзон (15 кућа), од фиса Краснића. Досељен из Малесије око 1770. заједно са Дзонима из Ресника.
- Маљок (10 кућа), од фиса Краснића. При досељавању из Малесије прво „пали“ у Становце (источно од Ситнице), али ускоро пресељени у Шалце, куда их је „привукла“ шума.

Колонисти
- Перовић (2 куће), Радеч (1 кућа) и Ковачевић (2 куће). Досељени 1922. из Новог Села (Даниловград).
- Драговић (3 куће) из Ћурилца (Даниловград).

## Демографија
| Демографија | Демографија | Демографија |
| Година      | Становника  | Становника  |
| ----------- | ----------- | ----------- |
| 1948.       | 359         |             |
| 1953.       | 385         |             |
| 1961.       | 443         |             |
| 1971.       | 502         |             |
| 1981.       | 695         |             |
| 1991.       | 843         |             |
| 2011.       | 541         |             |